# Masacre de Jedwabne

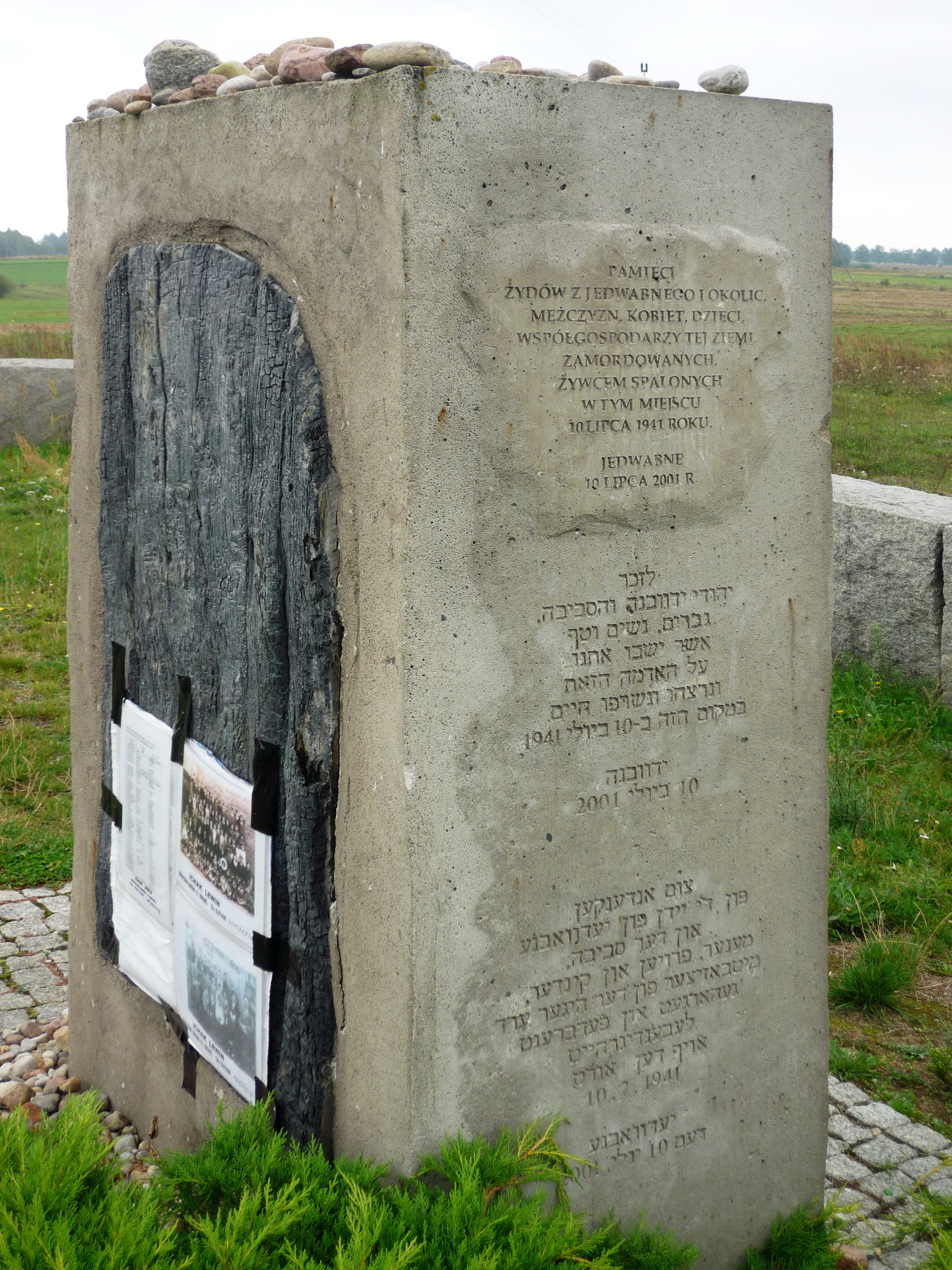
Monumento en Jedwabne.

Se conoce como Masacre de Jedwabne al asesinato de centenares de judíos (1600 según algunas fuentes, 340 según el informe oficial polaco del Instituto de la Memoria Nacional (Instytut Pamięci Narodowej, o IPN), a manos de sus vecinos polacos católicos en el pueblo de Jedwabne, cerca de Varsovia, Polonia, el 10 de julio de 1941.

## Historia
Antes del estallido de la Segunda Guerra Mundial, polacos de religión judía y polacos de religión católica convivían pacíficamente en la ciudad. El 1 de septiembre de 1939, tropas alemanas invadieron Polonia. El día 17 de septiembre, las tropas soviéticas invadieron por el este. Tras haber vencido al ejército polaco el 6 de octubre de 1939, la Unión Soviética y Alemania se repartieron el territorio polaco, según lo acordado en agosto de 1939 en el Pacto Ribbentrop-Mólotov, así que Jedwabne fue incorporada a la Unión Soviética.
El 22 de junio de 1941, la Alemania nazi invadió la Unión Soviética, ocupando los territorios polacos incorporados a la Unión Soviética, incluido Jedwabne, el cual hasta el verano de 1944 quedó ocupado y administrado por nazis alemanes. Durante la ocupación militar alemana, en presencia de autoridades hitlerianas, los mismos vecinos polacos católicos del pueblo de Jedwabne apresaron a  300 - 400 polacos judíos del pueblo; hombres, mujeres y niños, y los quemaron vivos. Unos 100 polacos judíos supervivientes de la masacre fueron encerrados en un gueto en Jedwabne organizado por nazis alemanes.
Hasta el año 1970, se culpó exclusivamente a los alemanes nazis por este suceso, e incluso existía una placa conmemorativa en el lugar de la matanza que culpaba directamente al pueblo alemán. Sin embargo, el profesor Jan T. Gross consiguió demostrar que, aunque los alemanes fueron testigos del suceso y probablemente simpatizantes, fueron los propios polacos católicos los que se encargaron de ejecutar la masacre. Este hecho avivó la discusión sobre los orígenes del antisemitismo. Hoy en día una placa con una inscripción contra la guerra reemplaza a la placa inicial.
El 10 de julio de 2001, el presidente polaco Aleksander Kwaśniewski pidió perdón públicamente a las víctimas y sus familiares en nombre del pueblo polaco católico. Esta no fue la única matanza perpetrada por el pueblo polaco católico contra los polacos judíos; casos similares se dieron en otros pueblos, como Wasosz y Radzilow.
La historia recibió una versión fílmica ficcionalizada muy polémica en la película polaca El secreto de la aldea de Władysław Pasikowski en 2012.